# Polyphidiopsis punctatus
Polyphidiopsis punctatus är en skalbaggsart som beskrevs av Hayashi 1979. Polyphidiopsis punctatus ingår i släktet Polyphidiopsis och familjen långhorningar. Inga underarter finns listade i Catalogue of Life.